# La Promenade du sceptique
La Promenade du sceptique ou Les Allées est une œuvre philosophique de Denis Diderot rédigée en 1747. Il ne sera publié qu'en 1830, dans l'édition Paulin de ses Œuvres complètes.
Le texte critique ouvertement le christianisme en décrivant trois Allées :
- L'Allée des épines où se promènent les soldats de la foi et leurs victimes ;
- L'Allée des marronniers où discutent les philosophes ;
- L'Allée des fleurs, celle des plaisirs fugaces de la vie où il ne faut pas s'attarder[1].

## Éditions
- Œuvres complètes de Diderot, Paris, Paulin, 1830 (première édition)
- Une note de M. Villenave sur La Promenade du sceptique, Revue des autographes, février 1867, n° 11
- Œuvres complètes de Diderot, Paris, Assézat-Tourneux, 1875, vol. I (Texte intégral).